# Zeuxine clandestina
Zeuxine clandestina är en orkidéart som beskrevs av Carl Ludwig von Blume. Zeuxine clandestina ingår i släktet Zeuxine och familjen orkidéer. Inga underarter finns listade i Catalogue of Life.